# セグリゲーション
セグリゲーション（英：segregation）とは、従業員による誤謬や不正を未然に防止することを目的として、業務における執行者と承認者の権限・職責を分離し明確に定めること、またはそうしたルールを定めることで、従業員をモニタリング（監視）し、不正を未然に防止するような組織設計を行うことをいう。

## 用語（職務分掌との違い）
日本語の「職務分掌」は、英語の「division of duties（職務の分担）」もしくは「segregation of duties（職務の隔離）」の訳語として用いられる。しかし、「職務分掌」は文字どおり業務を手分けして分担するという意味であり、セグリゲーションとは必ずしも同義ではない。
企業が内部統制においては、単に職務を分担するだけでは不十分なことが多く、意識的に特定の執行者に集中している業務を分離したり、執行者が自分勝手な行動をとらないよう業務を監視する機能を設けたりすることを考える必要がある。このような目的を持って行われる業務の分掌化を、英語では「segregation of duties （【略】：SOD）」と表現することが多い。内部統制構築支援などにたずさわる外資系の監査法人や、外資系コンサルティング会社では、職務分掌などと区別するために、「セグリゲーション」を用いることが多い。

## 従業員不正との関連
企業や組織の中で、従業員不正が発生した場合に、必ずと言っていいほど指摘されるのがセグリゲーションの欠如である。一般に、従業員不正は周囲のモニタリング（監視）機能が喪失している際に発生することが多い。すなわち、従業員は上司や周囲の同僚・部下が誰も自分の行動に関心を払っていない、もしくは監視していないということに気付いた時、不正行為に走る可能性が高くなる。こうした可能性を未然に低減してくためには、特定の担当者に集中している業務を意識的に分離し、従業員を常に監視するような組織設計を行うことが重要となり、これがセグリゲーションの本質とするところでもある。

## 日常業務におけるセグリゲーション
企業や組織の日常的な業務の中では、従業員による誤謬や不正を防止するため、さまざまなセグリゲーション機能が設けられていることが多い。ここでは、その代表的なものについて述べる。

### 営業部門におけるセグリゲーション
一般に、商品の販売業務と回収業務をひとりの担当者が行った場合、販売代金の横領といった不正が発生しやすい。したがって、このような不正を防止するためには、販売業務と回収業務を行う担当者を分離するというセグリゲーションが必要になる。また、債権残高などを得意先に対して確認する手続も、営業担当者が単独で行った場合、取引先との癒着による不正が発覚しないリスクがあるため、担当者をセグリゲートする必要が生じる。

### 購買部門におけるセグリゲーション
購買業務においては、発注担当者に業務権限が集中している場合、過大発注を行うことなどによって会社に不利益がもたらされる可能性があるため、必要に応じて稟議手続などを設けることにより、発注権限のセグリゲーションが必要になる。また、発注業務と支払業務を行う担当者が同一である場合、キックバックによる不正が行われる可能性が高いため、業務権限のセグリゲートを図らなければならない。

### 経理財務部門におけるセグリゲーション
経理業務と資金管理業務が同一の担当者によって行われた場合、会計操作などにより巧妙な不正が行われ、資金横領のリスクが高くなる。中小企業においては、有効なセグリゲーションが確立されていないことが多いが、不正を未然に防ぐためにもこれらの業務のセグリゲーションは不可欠であることが多い。

### 店舗運営業務におけるセグリゲーション
コンビニエンスストアや、飲食店などといった現金を扱う店舗では、商品の販売代金の横領による従業員不正が発生する可能性が高い。しかし、レジなどの対応は単独で行うことが多いため、こういった店舗では、職務の分掌化が非常に難しいことが多い。こういった業種においては、店舗責任者がこまめに実地棚卸を実施したり、ジャーナル（売上記録）の検証を行ったりするようなセグリゲーションを図り、店舗従業員を常に監視するような体制を構築することが重要となる。

### 情報システムにおけるセグリゲーション
プログラムの開発過程などにおける要件定義やシステム設計の段階では、特定の開発担当者に権限が集中するようなことになると、不正が行われた場合の規模も大きくなる可能性があるため、必要に応じてユーザー部門や責任者がレビューするようなセグリゲーションが図られることが多い。また、システムの運用段階においては、特定のユーザーに権限が過度に集中しないように、アクセス権限を分散することでセグリゲーションが図られる。